# Gelsenkirchen Zoo
Gelsenkirchen Zoo – przystanek kolejowy w Gelsenkirchen, w kraju związkowym Nadrenia Północna-Westfalia, w Niemczech. Znajduje się tu 1 peron.